# Romper Stomper
Romper Stomper ist ein australischer Kinofilm aus dem Jahr 1992, der die fiktive Geschichte einer Gruppe neonazistischer Skinheads in Melbourne, Australien erzählt. Der Film beinhaltet teilweise sehr drastische Gewaltdarstellungen. Die Hauptrolle übernahm der damals in den USA und Europa noch weitgehend unbekannte Russell Crowe.

## Zum Titel
Ein „Romper“ ist umgangssprachlich eine Person, die „anders“ ist und aufgrund dessen als minderwertig angesehen wird. Dies sind in diesem Zusammenhang zumeist Ausländer, Andersfarbige, Behinderte, Homosexuelle usw. „Stomper“ (engl. to stomp, dt. stampfen) bezeichnet den Akt oder aber den Ausführer eines Fußtritts (vgl. curb stomp) und meint in der Regel das vertikale Treten mit Schuh- oder Stiefelsohle auf den Kopf eines am Boden Liegenden. Daraus ergibt sich der Begriff „Romper Stomper“ für solche, die oben genannte Personengruppen „stampfen“, sprich verprügeln wollen.

## Handlung
Hando ist der Anführer einer Bande australischer Neonazis, die Überfälle auf vietnamesische Einwanderer verüben. Eines Tages stößt Gabe zu ihnen, eine Tochter aus wohlhabendem Hause, die nacheinander mit Hando und seinem besten Freund Davey anbändelt, wodurch ein gefährliches Beziehungsdreieck entsteht. Gabe versteht es, die Neonazis für ihre Zwecke auszunutzen, verrät sie schließlich aber an die Polizei, als es zum Bruch mit Hando kommt. Die Gewalt eskaliert, als die Vietnamesen zurückschlagen. Es gibt einige Tote, die Bande wird aufgerieben und verstreut. Hando kann entkommen, ebenso Davey und Gabe. Schließlich muss sich Davey für den Freund oder seine Liebe entscheiden. Am Ende des Films kommt es zwischen Hando, Davey und Gabe zu einer Schlägerei, in deren Verlauf Davey seinen Kumpel Hando tötet.

## Hintergrund
Geoffrey Wright erhielt Ende der 1980er Jahre durch die Presseberichterstattung über rassistische Überfälle in Australien die Idee für den Film. Nachdem er einige Interviews mit Naziskinheads geführt hatte, schrieb er die erste Drehbuchfassung, die er dann aber wieder verwarf. Die zweite Fassung konnte er zunächst nicht drehen und schob stattdessen den Kurzfilm Loverboy vor, um sein Talent unter Beweis zu stellen und Geld von der Filmförderung zu erhalten. Ursprünglich sollte Metal Skin zuerst gedreht werden, doch durch den Einsatz der Filmförderung konnte Romper Stomper dann realisiert werden.
Der Film Romper Stomper wurde wegen seiner expliziten Gewaltdarstellungen weltweit heftig kritisiert. Dies führte dazu, dass er beispielsweise in Kanada nicht vertrieben werden durfte – bis Russell Crowe berühmt wurde. Auch in Deutschland sollte er ursprünglich nicht veröffentlicht werden. Die dann doch publizierte, etwas geschnittene FSK-18-Videokassette und die heutige Uncut-DVD war seit dem 31. März 1994 in Deutschland indiziert. Im Juli 2012 wurde der Film vorzeitig vom Index gestrichen und erhielt am 4. September des Jahres von der FSK keine Jugendfreigabe, womit der Film nicht mehr indiziert werden kann.
Daniel Pollock (Davey) beging nach einer Beziehung mit Jacqueline McKenzie (Gabe) Selbstmord. Russell Crowe widmete ihm das Lied The Night That Davey Hit the Train vom Album Bastard Life or Clarity.

## Kritiken
Romper Stomper wird bis heute sowohl in der Skinhead- als auch in der Neonazi-Szene als Kultfilm angesehen. Zur Zeit seiner Veröffentlichung spaltete er das Publikum. Die Anti Nazi League in Großbritannien demonstrierte vor den Kinos und sorgte im Vorfeld des Films für zahlreiche Unruhen.

„Das Ansinnen des Films, die Beweggründe der Neonazis in deren individueller Verletzlichkeit zu suchen, wird von den massiven Brutalitäten zugedeckt, die kaum Raum lassen für Besinnung auf tiefere menschliche Probleme.“

## Soundtrack
Der Soundtrack enthält eine Reihe von eigens für den Film eingespielten fiktiven RAC-Liedern mit eindeutig rassistisch geprägten Texten, meist der ebenfalls fiktiven Band Masterrace (sie wurden vom so genannten Romper Stomper Orchestra eingespielt). Die musikalische Untermalung wurde komponiert und getextet von John Clifford White, der auch für die Musik des Films Talk (1994) verantwortlich war. Die Band firmierte unter dem Pseudonym „Master Race“. Ein Lied enthielt deutsche Textzeilen, die bei der deutschsprachigen Erstveröffentlichung entfernt wurden.

„Wir ziehen uns die Stiefel an
Und schnüren sie uns zu
Rasieren unsere Köpfe
Und schlagen sie uns ein
Das ist ein Skinhead
Wartend auf den Kampf
Skinheads, Skinheads,
Ziehen durch die Stadt.“

| - Prologue - Romper Stomper Theme - Pulling on the Boots - Skinheads Go Shopping/Gabe Sees Swastika - Mein Kampf - Fuehrer Fuehrer - Let’s Break Some Fingers/Brawl Crawl - Smack Song - Tonguey for the Skins/Nightmare for the Hippies - At the Mansion | - We Came to Wreck Everything - Wild Animals 1 - Bubs Dead/Gabe Finds Davey - Gabe and Davey - Fourth Reich Fighting Men - Night Drive - On the Beach - Wild Animals 2 - Dead Nazi March |

## Auszeichnungen
Der Film wurde international vielfach gelobt – aber auch kritisiert. Für Russell Crowe gab es 1992 den „australischen Oscar“ (AFCC Award) für den Besten Schauspieler und den AFI Award für die Beste männliche Hauptrolle. 1993 erhielt er auf dem internationalen Filmfestival von Seattle außerdem den goldenen Space Needle Award für die Leistung als Bester Schauspieler. Damit legte er den Grundstein für seine Karriere.
Jacqueline McKenzie gewann 1992 den Film Festival Award als Beste Schauspielerin auf dem Stockholm Filmfestival.